# 松前公廣
松前公廣（日语：〔〕／ Matsumae Kinhiro，1598年—1641年8月14日），日本江戶時代初期的旗本（交代寄合家格），松前藩第2代藩主。
松前公廣是松前盛廣的長子。盛廣是第一代藩主松前慶廣的長子及繼承人。1608年（慶長13年），盛廣先於慶廣去世，公廣以嫡孫的身份成為繼承人。1616年（元和2年）慶廣去世後繼任家督。
公廣通曉諸藝，他曾向澤庵宗彭學習佛道，又向小幡景憲學習軍學。政治方面，他承繼了慶廣的政策，於禮髭、大澤兩地成功開採砂金。1620年（元和6年），在福山館建立新的城下町，積極促進商人流通以振興經濟。1633年（寬永10年），他以幕府派遣巡見使為契機，於1635年（寬永12年）命令村上掃部左衛門繪製松前藩領內的地圖。又建立商場知行制加以維護，設立金山奉行管理砂金的採掘，從而確立了松前藩初期的財政基礎。1637年（寬永14年），福山館被燒毀，公廣本人亦被燒傷，此政策受到挫折。
1639年（寬永19年），幕府下令取締基督教，他奉命處決吉利支丹106名。1641年（寬永18年）去世，次子氏廣繼位。